# Придорожный (Ивановская область)
Придорожный — село в Заволжском районе Ивановской области России. Входит в состав Волжского сельского поселения.

## История
В 1981 году Указом Президиума Верховного Совета РСФСР поселок Заволжской машинно-мелиоративной станции  переименован в Придорожный.

## Население
| 2010 |
| ---- |
| 3    |